# الیور ویلکز
الیور ویلکز (انگلیسی: Oliver Wilkes؛ زادهٔ {{۱۴ ژوئیه ۱۹۹۵) قایقران روئینگ اهل بریتانیا است.
وی در مسابقات کشوری و بین‌المللی در مجموع برندهٔ ۳ مدال طلا، ۱ مدال برنز شده است.